# 基奥卡克 (艾奥瓦州)
基奥卡克（英語：Keokuk）是美国爱荷华州李县的两个县治之一（另一个是麦迪逊堡），也是爱荷华州最南端的城市。在2010年的人口普查中有人口10,780，是得梅因河与密西西比河的交汇点，61号、136号和218号美国国道经过此城。